# 조나 메이어슨
조나 메이어슨(Jonah Meyerson, 1991년 9월 20일 ~ )은 미국의 배우, 텔레비전 배우이다.
뉴욕에서 태어났다.

## 영화
- 라스트 러브 인 뉴욕 (2006년) - 커크 역
- 마타도어 (2005년)
- 리틀 맨하탄 (2005년) - 샘 역
- 하우스 오브 디 (2004년)
- 로얄 테넌바움 (2001년) - 우지 테넌바움 역